# Rangeerterrein

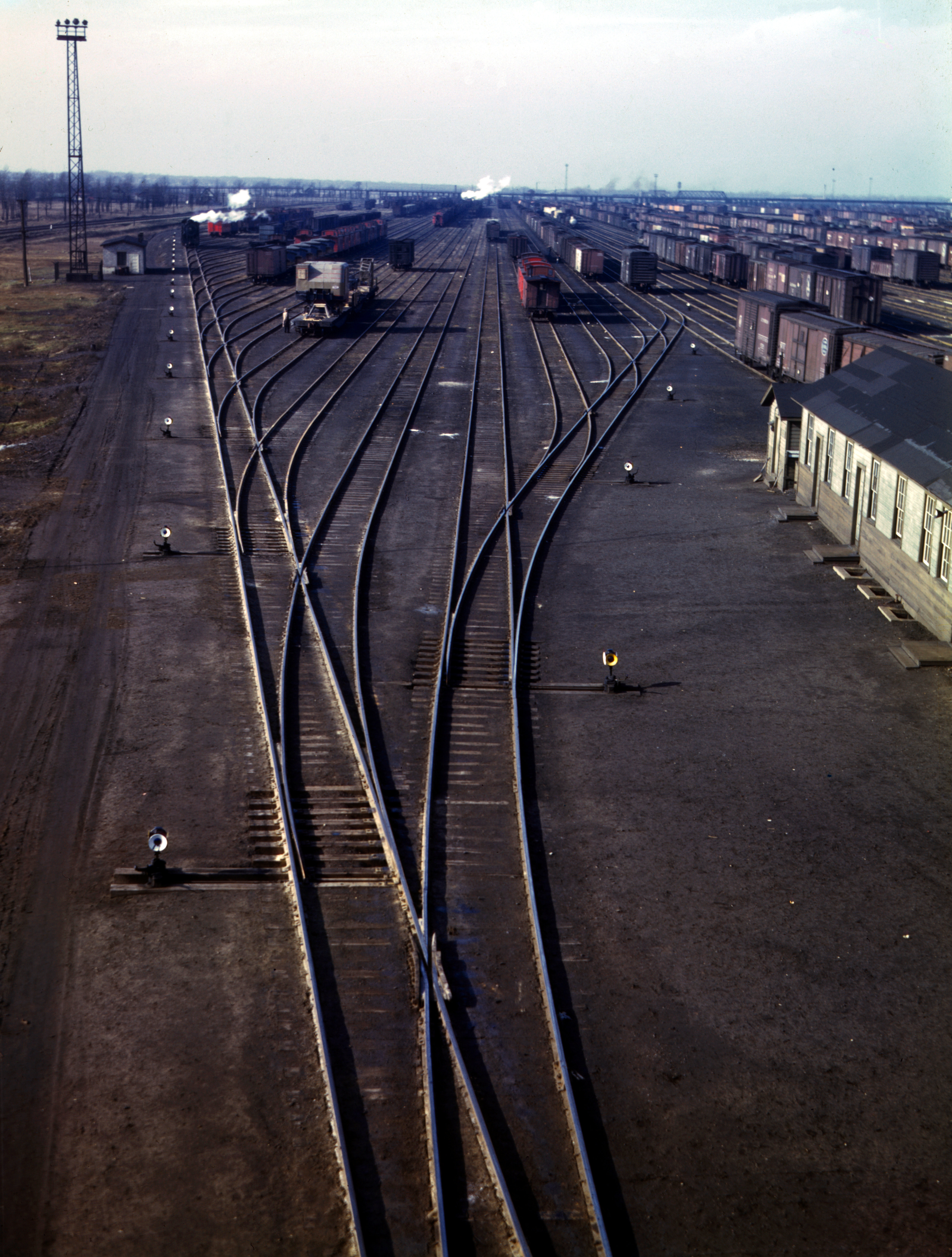
Rangeerterrein Proviso Yard in Chicago (Illinois), Verenigde Staten

Een rangeerterrein, rangeeremplacement, rangeerstation of vormingsstation (België) is een spoorwegemplacement voor het splitsen en samenstellen van goederentreinen. Rangeerterreinen liggen in het algemeen bij grote spoorwegknooppunten, industriegebieden of havens.

## Inrichting
Op rangeerterreinen worden goederentreinen in delen gesplitst en daarna opnieuw samengesteld. Voor het splitsen en opnieuw samenstellen van goederentreinen bestaan twee werkwijzen: stoten en heuvelen. Het stoten is arbeidsintensief maar stelt weinig eisen aan het spoorwegemplacement. Heuvelen is veel doelmatiger, maar vereist een speciaal daarvoor ingericht spoorwegemplacement.

### Stoten
Stoten is al mogelijk op de eenvoudigste spoorwegemplacementen. Bij het stoten duwt een locomotief een of meer rangeerdelen, die elk bestaan uit een of meer goederenwagons. Het voorste rangeerdeel is niet gekoppeld. De duwende locomotief maakt vaart ruim voor een wissel, en remt vervolgens om tot stilstand te komen voordat het wissel is bereikt. Het losgekoppelde rangeerdeel rolt dan door, over het wissel en bereikt het spoor na het wissel. De locomotief rijdt vervolgens terug naar zijn uitgangspositie. Het rangeerdeel dat vervolgens aan de beurt is om te stoten wordt losgekoppeld, het wissel of de wissels worden in de juiste stand gezet en het proces begint opnieuw.

### Heuvelen
Voor het heuvelen moet er een heuvel aanwezig zijn, waarover een heuvelspoor ligt. Goederentreinen worden in delen ontkoppeld en vervolgens duwt een locomotief deze trein langzaam over de heuvel. Als een treindeel het hoogste punt van de heuvel gepasseerd is, rolt het van de heuvel af en maakt enige vaart. Onderaan de heuvel splitst het heuvelspoor zich in een flink aantal verdeelsporen, en via wissels wordt het treindeel naar een van de verdeelsporen geleid. De wissels moeten binnen korte tijdvensters gesteld worden, namelijk nadat het rangeerdeel het wissel in zijn geheel is gepasseerd en voordat het volgende rangeerdeel bij de wissels aankomt. Bij moderne heuvelterreinen wordt het stellen van wissels door computers gestuurd, wat een hogere snelheid bij het heuvelen mogelijk maakt en waardoor de capaciteit van het heuvelterrein vergroot.
De verdeelsporen zijn vaak voorzien van railremmen die er voor zorgen dat een rangeerdeel deel zo ver afgeremd wordt dat het tijdig tot stilstand komt, wat nodig is als een verdeelspoor al bezet is met andere rangeerdelen. Soms zijn verdeelsporen ook voorzien van lieren, om rangeerdelen die niet ver genoeg zijn doorgerold verder te kunnen trekken.

Schematische weergave van een heuvelterrein

Om doelmatig te heuvelen bestaat een heuvelterrein uit achtereenvolgens:  
- een bundel aankomstsporen: hier komt de goederentrein aan en wordt gesplitst in rangeerdelen of afloopjes; goederenwagens met dezelfde bestemming blijven gekoppeld;
- de rangeerheuvel, in België soms trieerheuvel: een heuvel met daarover een of meerdere sporen waar de te heuvelen goederentrein overheen wordt geduwd; de rangeerdelen of afloopjes rollen dan zelfstandig verder door de zwaartekracht;
- in Nederland een bundel verdeelsporen, rangeergroep of bundel sorteersporen en soms heuvelsporen, in België een vormingsbundel en soms trieerbundel: grootste sporenbundel van het rangeerterrein, vaak 20 tot 40 sporen, waarop de voortrollende  wagons met eenzelfde bestemming naar het overeenkomstige verdeel- of vormingsspoor geleid worden en tot een nieuwe goederentrein gevormd worden;
- een bundel vertreksporen, waar nieuw gevormde goederentreinen wachten op het moment van vertrek.

Heuvelterreinen beslaan een grote oppervlakte. De vorm van het rangeerterrein moet mede daarom vaak aangepast worden aan de beschikbare ruimte. Enkele grote rangeerterreinen zijn dubbel uitgevoerd zodat voor elke hoofdrichting gerangeerd kan worden. Soms worden rangeerterreinen als kopstations ontworpen, zodat er maar aan één zijde van het rangeerterrein een aanvoerlijn nodig is.

## In Nederland
Het in oppervlakte grootste rangeerterrein in Nederland is rangeerterrein Kijfhoek tussen Barendrecht en Zwijndrecht.
Voormalige rangeerterreinen met rangeerheuvel en railremmen zijn: Watergraafsmeer, Apeldoorn, Rotterdam Noord en Susteren. Emplacementen met heuvel maar zonder railremmen lagen onder andere in Amsterdam Rietlanden, 's-Hertogenbosch, Born, IJsselmonde, Roosendaal en Onnen. Alleen in Onnen is de heuvel nog aanwezig, de andere emplacementen zijn inmiddels hun heuvel kwijtgeraakt of zijn geheel opgebroken.
In Nederland zijn er geen rangeerstations meer waar gestoten wordt. Vroeger gebeurde dat in Rotterdam Waalhaven Zuid, Elst, Hengelo, Leeuwarden, Venlo en Winterswijk.

## In België
Een rangeerterrein is het vormingsstation Antwerpen-Noord met twee heuvels met respectievelijk 40 en 56 verdeelsporen, en zes bijkomende spoorbundels. Andere grote rangeerterreinen in België zijn Gent-Zeehaven (32 verdeelsporen), station Kinkempois bij Luik (38), station Monceau bij Charleroi (32), station Ronet-Formation bij Namen (41) en Zeebrugge-Vorming (twee heuvels,  24 en 30 verdeelsporen).

## In andere landen
Een nog groter rangeerterrein is Bailey Yard bij North Platte in de staat Nebraska in de Verenigde Staten, met twee heuvels met 65 en 49 verdeelsporen. Een voorbeeld van een groot rangeerterrein in Europa is het Maschen Rangierbahnhof ten zuiden van Hamburg in Duitsland met een grootte van 280 hectare. Er zijn twee heuvels met 64 en 48 verdeelsporen.

## Sluiting
Sinds de jaren zestig is er een schaalvergroting in het goederenvervoer per spoor. Zendingen waarvoor één of enkele goederenwagons voldoende zijn (wagenladingvervoer) maken steeds meer plaats voor zendingen waarvoor een hele trein nodig is (bloktrein). De daling van het wagenladingvervoer heeft geleid tot sluiting van veel rangeerterreinen. Bloktreinen rijden in hun geheel van herkomst naar bestemming en hoeven onderweg niet gerangeerd te worden.